# Тау Кита
τ Кита (тау Кита, τ Ceti) — сонцеподібна зоря, розташована в сузір'ї Кита. Відстань до неї від Сонячної системи — трохи менше 12 світлових років; тобто це одна з найближчих до нас зір.

## Характеристики
Зоря дещо менша Сонця за розмірами: її маса становить 0,783 сонячної, а радіус — 0,79 сонячного. Спектр τ Кита показує низьку металічність. Спостереження виявили наявність у системі τ Кита пилу в кількості, що вдесятеро перевищує кількість пилу в Сонячній системі. Зоря порівняно стабільна, з незначними коливаннями блиску.
Завдяки своїй стабільності й подібності до Сонця τ Кита була вибрана об'єктом для пошуків позаземного розуму шляхом прослуховування в радіодіапазоні (проєкт SETI). З цієї ж причини вона часто згадується в науково-фантастичній літературі й фольклорі.
У τ Кита немає власної назви, іноді її називають лат. Durre Menthor. Цю зорю можна знайти на небі неозброєним оком як слабку зорю третьої зоряної величини. Якщо спостерігати Сонце з орбіти гіпотетичної планети в системі τ Кита, воно виглядатиме як зоря з зоряною величиною 2,6 у сузір'ї Волопаса.

## Рух
Тау Кита вважається зорею з великим власним рухом: зсув упродовж одного року становить трохи менше двох кутових секунд. Щоб вона змінила своє положення на один градус, знадобиться близько двох тисяч років. Великий власний рух — ознака близькості до Сонця.
Відстань до зорі становить 11,9 світлового року. Відтак, вона є однією з найближчих до Сонця і другою за відстанню зорею спектрального класу G (після α Центавра A).
Променева швидкість τ Кита становить близько −17 км/с. Від'ємність цієї величини означає, що вона наближається до Сонця.
Відстань до τ Кита, а також її власний рух і променева швидкість дають змогу розрахувати рух зорі в просторі. Її швидкість відносно Сонця становить близько 37 км/с. Цей результат можна використати для розрахунку орбіти τ Кита в Чумацькому Шляху: її середня відстань від центра галактики становить 9,7 кілопарсека (32 000 світлових років), ексцентриситет орбіти — 0,22.

## Фізичні властивості

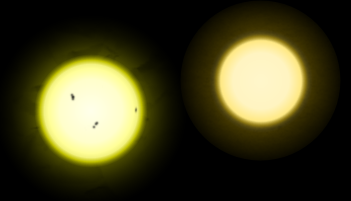
Сонце (ліворуч) більше й дещо гарячіше від τ Кита (праворуч).

Наразі вважається, що τ Кита — це одиночна зоря. В оптичному діапазоні спостерігався також тьмяний супутник із зоряною величиною 13,1. Станом на 2000 р. він перебував на відстані 137 кутових секунд. Існує ймовірність, що вони гравітаційно пов'язані, але, імовірно, це лише візуальна близькість.
Інформація про фізичні властивості τ Кита отримана здебільшого за допомогою спектроскопічних вимірювань. Вік, масу, радіус та яскравість τ Кита можна оцінити шляхом порівняння її спектра з комп'ютерними моделями еволюції зір. Утім, за допомогою астрономічного інтерферометра вимірювання радіуса зорі можна здійснити безпосередньо з точністю 0,5 %, оскільки його довга база дає змогу вимірювати кути набагато менші, ніж доступні звичайному телескопу. Виміряний у такий спосіб радіус τ Кита становить 79,3 ± 0,4 % сонячного. Саме такий розмір має мати зоря з масою, дещо меншою від сонячної.

## Обертання
Період обертання τ Кита було визначено на основі періодичних змін у класичних лініях поглинання H та K однократно іонізованого кальцію — Ca II. Ці лінії тісно пов'язані з магнітною активністю поверхні, тому період коливань зумовлює час, потрібний, щоб зони активності на поверхні завершили повний оберт навколо зорі. Виміряний у такий спосіб період обертання τ Кита становить 34 доби. Унаслідок ефекту Доплера швидкість обертання зорі визначає ширину ліній поглинання у спектрі. Тому, проаналізувавши ширину цих ліній, можна також визначити швидкість обертання зорі. Для типової зорі спектрального класу G8 швидкість обертання становить близько 2,5 км/с. Відносно низькі величини швидкості обертання можуть бути свідченням того, що ми бачимо τ Кита майже з полюса.

## Планетна система
Доплерівські вимірювання коливань променевої швидкості зорі станом на 2012 рік не виявили навколо неї супутників із масами, що перевищують маси коричневих карликів. У грудні 2012 року група астрономів із Великої Британії, Чилі, США та Австралії оголосила про виявлення п'яти екзопланет у τ Кита. Періодичні коливання променевої швидкості зорі свідчать про наявність п'яти планет a, b, c, d, e, f на стабільних орбітах, близьких до кругових, із періодами обертання 13,9, 35,4, 94, 168 та 640 днів і мінімальними масами у 2, 3,1, 3,6, 4,3 і 6,6 мас Землі відповідно. Планета τ Кита e з масою 4,3 маси Землі перебуває в так званій зоні, придатній для життя — на її поверхні вода може існувати в рідкому стані, а отже, можуть бути умови для існування живих організмів, можливо навіть розумних. Трохи пізніше було висловлене припущення, що й планета τ Кита f, найвіддаленіша від зорі, теж може бути придатною для життя.
Для підтвердження існування цих планет необхідні незалежні спостереження іншими астрономами. Якщо наявність планет у τ Кита підтвердиться, її планетна система буде третьою за віддаленістю від Сонця — після за α Центавра (4,3 св. року) та ε Ерідана (10,5 св. року), у яких відкрито по одній планеті, і найближчою відомою багатопланетною системою.
Через наявність осколкового диска будь-яка планета на орбіті навколо τ Кита зазнавала б набагато більшої кількості зіткнень з астероїдами й кометами, ніж Земля. Попри таку перешкоду гіпотетичній придатності для життя, τ Кита, як одна із зір, подібних за своїми характеристиками до Сонця, викликає значний інтерес астрономів і широкого загалу. Кандидати в екзопланети:
| Назва планети         | Масса (M⊕) | Період обертання (днів) | Велика піввісь орбіти (а. е.) | Ексцентриситет орбіти |
| --------------------- | ---------- | ----------------------- | ----------------------------- | --------------------- |
| τ Кита b (HD 10700 b) | 2,00       | 13,90                   | 0,105                         | 0,16                  |
| τ Кита g (HD 10700 g) | 1,75       | 20,00                   | 0,133                         | 0,06                  |
| τ Кита c (HD 10700 c) | 3,10       | 35,40                   | 0,195                         | 0,03                  |
| τ Кита h (HD 10700 h) | 1,83       | 49,41                   | 0,243                         | 0,23                  |
| τ Кита d (HD 10700 d) | 3,60       | 94,11                   | 0,374                         | 0,08                  |
| τ Кита e (HD 10700 e) | 3,93       | 162,87                  | 0,538                         | 0,18                  |
| τ Кита f (HD 10700 f) | 3,93       | 636,13                  | 1,334                         | 0,16                  |

## Найближче оточення зорі
Найближчим сусідом τ Кита є одиночна зоря YZ Кита — їх розділяє лише 1,6 світлового року. До зорі Лейтен 726-8 — 3,2 св. року, до зорі Епсилон Ерідана — 5,5 св. року.